# Warren (Rhode Island)
Warren è una città degli Stati Uniti d'America, nella Contea di Bristol, nello Stato del Rhode Island.
La popolazione era di 11.360 abitanti nel censimento del 2000.